# فينا توريس
فينا توريس (بالإسبانية: Fina Torres) هي كاتبة سيناريو ومنتجة أفلام ومخرجة فنزويلية، ولدت في 9 أكتوبر 1951 في كاراكاس في فنزويلا.

## وصلات خارجية
- فينا توريس على موقع IMDb (الإنجليزية)
- فينا توريس على موقع ألو سيني (الفرنسية)
- فينا توريس على موقع أول موفي (الإنجليزية)
- فينا توريس على موقع قاعدة بيانات الأفلام السويدية (السويدية)
- فينا توريس على موقع قاعدة بيانات الفيلم (الإنجليزية)
- فينا توريس على موقع كينوبويسك (الروسية)